# Hautes puissances pulsées

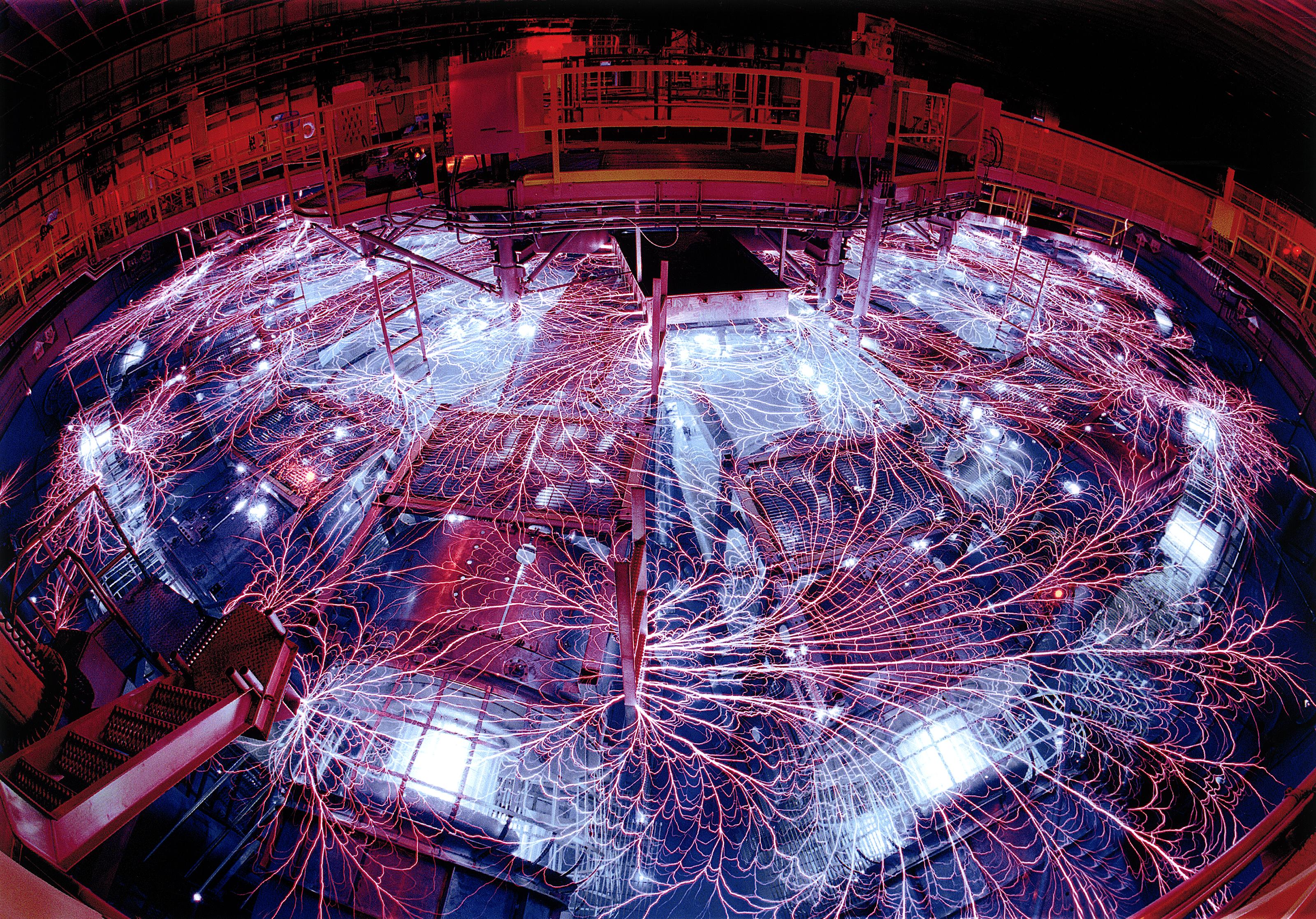
la Z machine en 2013

On appelle hautes puissances pulsées les technologies permettant la génération de très fortes puissances électriques instantanées, sous forme d'impulsions extrêmement denses et brèves créées à partir d'une énergie préalablement accumulée. Ce type de phénomène est représenté dans la nature par la foudre, qui constitue une décharge électrique brève de l'énergie électrostatique accumulée entre les nuages et la terre.

## Historique
La technique des hautes puissances pulsées est née en Allemagne en 1923, grâce aux travaux d'Erwin Marx, qui a conçu le premier générateur d'impulsions, basé sur des condensateurs chargés en parallèle et déchargés en série.
Une autre grande famille de générateurs, basée sur un stockage inductif, est apparue dans les années 1950 : les générateurs à addition inductive de tension (IVA).
Les premiers travaux sur les générateurs magnéto-cumulatifs ont été réalisés indépendamment, d'abord en Union soviétique dans le centre de recherches nucléaires du VNIIEF à Sarov au début des années 1950, puis aux États-Unis dans le Laboratoire national de Los Alamos.

## Principe de fonctionnement

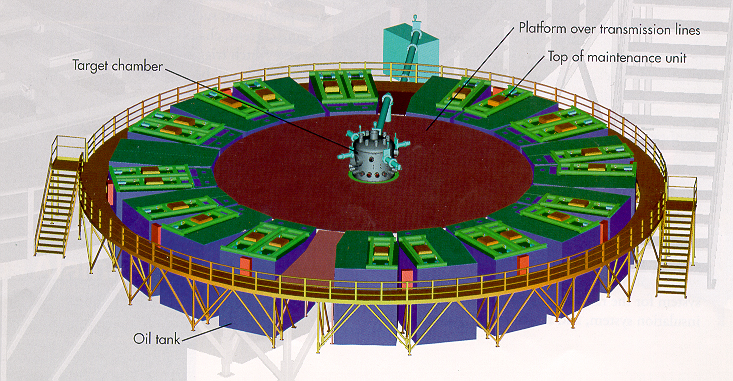
Le générateur à haute puissance pulsées Atlas

Le fonctionnement des générateurs à haute puissance pulsée comporte deux phases successives :
- la première permet de stocker l'énergie électrique (produite par une source lente), pendant une durée allant généralement d'une fraction de seconde à quelques secondes; elle est parfois absente, lorsque l'on fait appel à une source préexistante, de type chimique par exemple;
- la deuxième permet de libérer cette énergie, sous la forme d'une impulsion très brève de haute puissance; cette phase est souvent qualifiée de « compression temporelle ».

Ainsi, à partir d'une énergie stockée de 1 joule, et si l'on néglige les pertes, on peut atteindre les puissances suivantes :
- 1 watt si l'énergie est délivrée en 1 seconde ;
- 1 kilowatt (10³ watts) si l'énergie est délivrée en 1 milliseconde (10−3 s) ;
- 1 mégawatt (106 watts) si l'énergie est délivrée en 1 microseconde (10−6 s) ;
- 1 gigawatt (109 watts) si l'énergie est délivrée en 1 nanoseconde (10−9 s).

Une amplification de puissance est souvent effectuée à l'intérieur de la ligne de transmission qui relie le générateur et la charge; cette amplification permet en outre de raccourcir et mettre en forme l'impulsion produite, de façon à l'adapter aux spécificités de la charge, d'où la dénomination courante de Pulse Forming Line (ou PFL) appliquée à une telle ligne.
Diverses méthodes de stockage peuvent être utilisées :
- stockage capacitif (condensateurs) : générateur de Marx ;
- stockage inductif (champs magnétiques) : générateur IVA ;
- stockage mécanique (volants d'inertie) ;
- stockage chimique (explosifs) : générateur magnéto-cumulatif.

## Applications

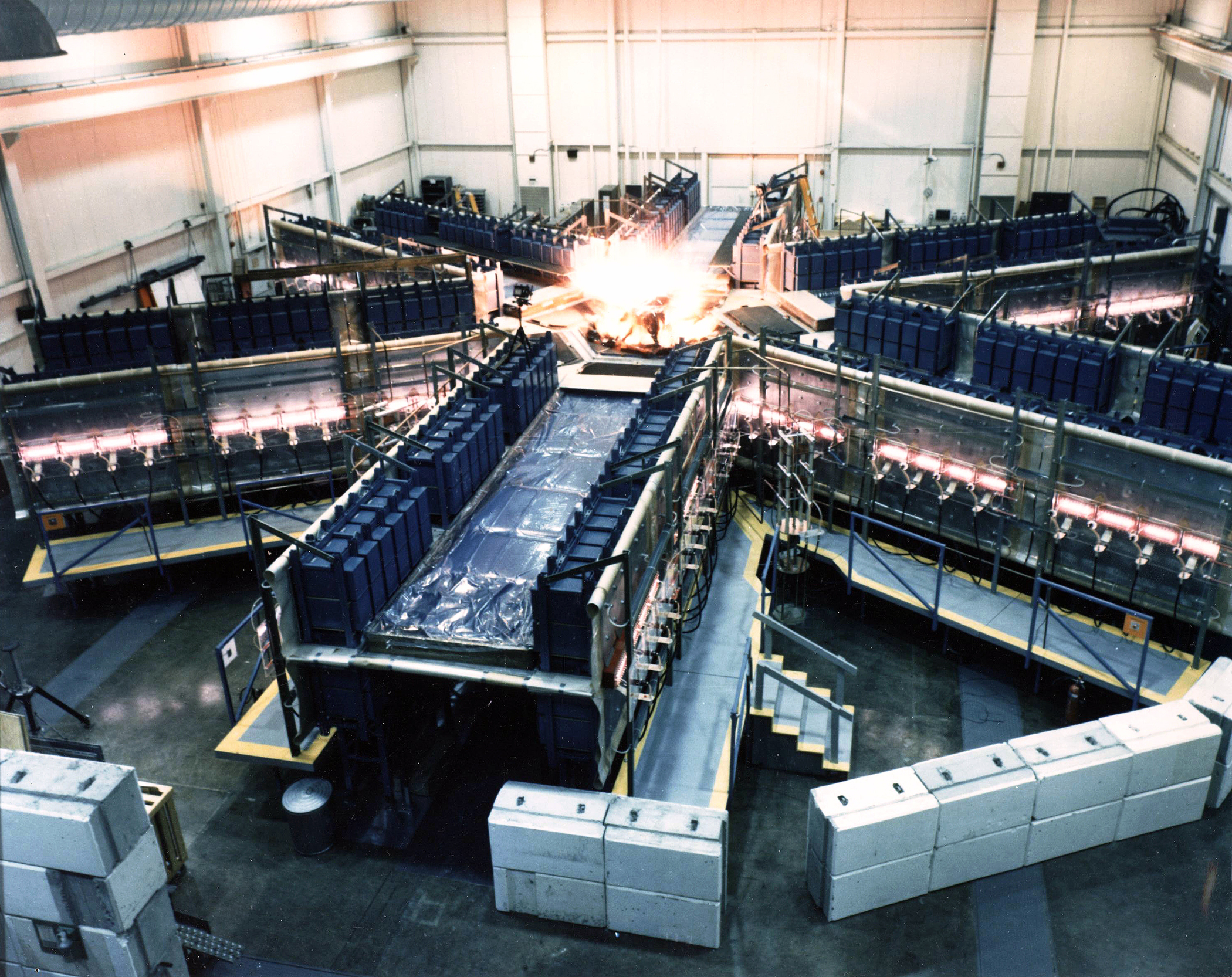
Shiva Star, un générateur de l'US Air Force

Les premières applications des hautes puissances pulsées ont été d'ordre essentiellement militaire. Bien que la recherche concerne encore principalement ce domaine, on constate depuis les années 1990, à la suite de la déclassification de nombreux travaux militaires, un développement important des applications industrielles.
Parmi les divers usages de ces techniques, citons :
- la production de rayonnements X intenses et rapides pour la radiographie appliquée à la physique des armes (développements réalisés par J.C. Martin de l’Atomic Weapons Research Establishment en Angleterre);
- l'étude du comportement des matériaux soumis à de fortes pressions “compression isentropique”[1] ;
- la production de plasmas à haute température dans le cadre des recherches sur la fusion nucléaire contrôlée (voir Z machine) ;
- la simulation des effets de la foudre lors des tests d'équipements de haute tension et d'aviation ;
- la détection des défauts d'isolement dans les câblages électriques (système PASD des laboratoires Sandia).